# Bitwa pod Porto Praya
Bitwa pod Porto Praya – starcie zbrojne, które miało miejsce w roku 1781. 
W kwietniu 1781 r. eskadra angielska w sile 12 jednostek eskortująca konwój z wojskiem i zaopatrzeniem dowodzona przez komandora George Johnstone popłynęła do portu w Porto Praya na Wyspach Zielonego Przylądka. Dnia 16 kwietnia w rejonie wyspy pojawiła się francuska eskadra (10 okrętów) pod wodzą Pierre André de Suffrena, która zaatakowała Anglików. Atak okazał się mało skuteczny a Anglicy stracili jedynie kilka transportowców oraz 160 ludzi. Straty francuskie wyniosły ok. 300 zabitych i rannych.